# Clements Hills AVA
Clements Hills AVA (anerkannt seit dem 17. Juli 2006) ist ein Weinbaugebiet im US-Bundesstaat Kalifornien. Das Gebiet liegt im Verwaltungsgebiet von San Joaquin County. Die geschützte Herkunftsbezeichnung liegt im Südosten der übergeordneten Lodi AVA. Das wellige Hügelland entlang des Mokelumne River liegt auf einer Höhe von 27 m (90 ft) und 122 m (400 ft) ü. NN. Aufgrund der Topographie können sich innerhalb des Weinbaugebiets eine Fülle von Mikroklimata bilden. Der Boden besteht aus Schwemmland mit einem hohen Anteil von Kalkstein und Lehm. Das Schwemmland liegt auf einem Sockel aus Granit und Gestein vulkanischem Ursprungs.